# صناعة المطاط في ماليزيا
إعتبارًا من عام 2017، تعد ماليزيا خامس أكبر منتج ومصدر للمطاط الطبيعي. وهي دولة رائدة في إنتاج وتصدير منتجات المطاط. كما أنها أكبر مستهلك للمطاط الطبيعي.

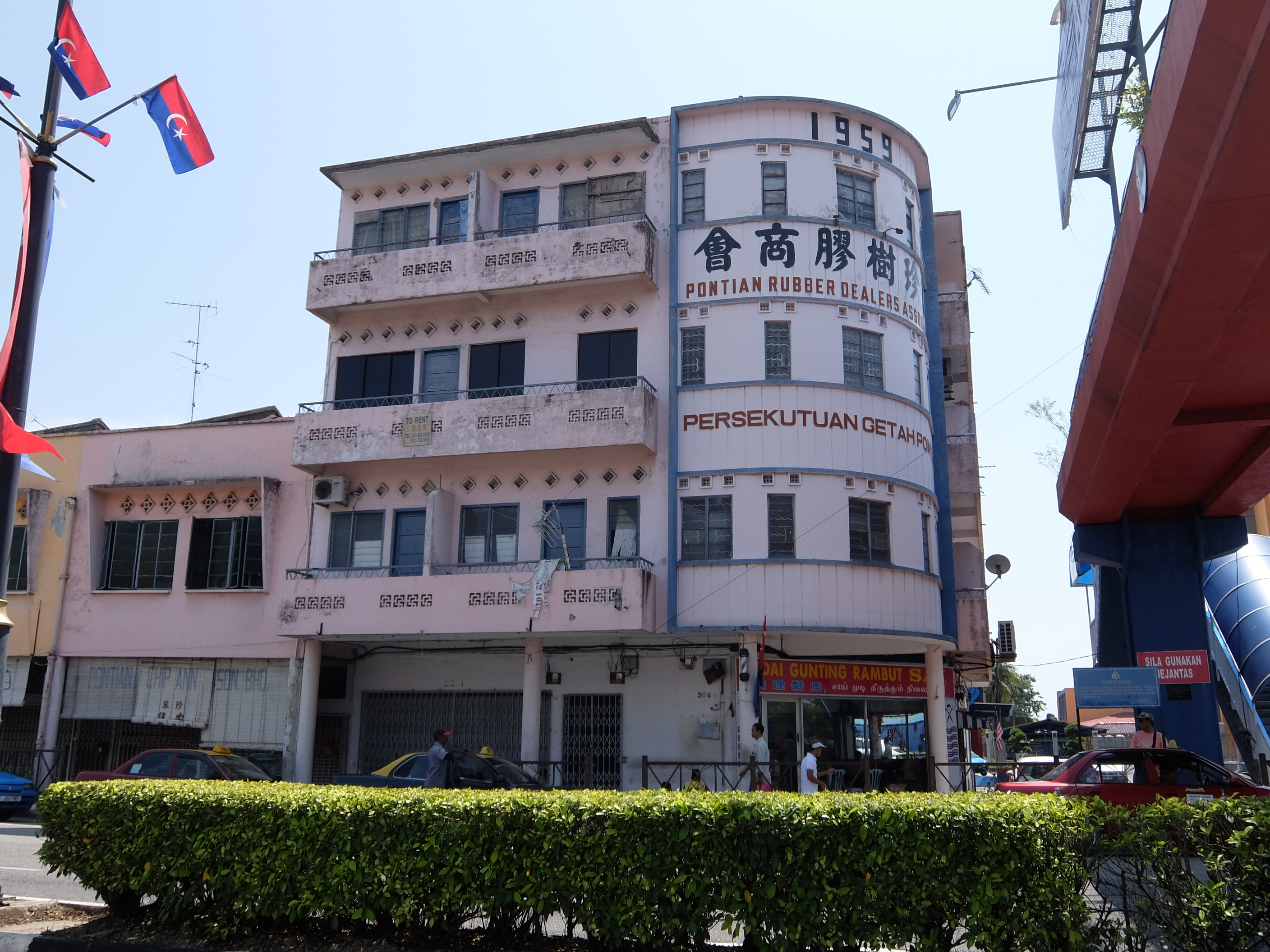
مكتب نقابة وكلاء المطاط

تساهم ماليزيا بنسبة 46 في المائة من إجمالي إنتاج المطاط في العالم وتنتج حوالي 1-5 مليون طن من المطاط سنويًا. انخفض إنتاج المطاط منذ التسعينات، حيث كان يبلغ 615222 طنًا.

يشمل مصنعو المطاط في ماليزيا أصحاب الحيازات الصغيرة والمزارع والشركات متعددة الجنسيات والمشاريع المشتركة مع الولايات المتحدة وأوروبا واليابان. يبلغ إجمالي مساحة المطاط في ماليزيا 1.07 مليون هكتار، منها 7.21 في المائة مملوكة لشركات المزارع. و90٪ من الإنتاج يُحسب لأصحاب الحيازات الصغيرة الذين يمتلكون عمومًا أقل من 40 فدانًا من الأراضي الزراعية. تظل هذه الإحصائيات مصدر قلق كبير للصناعة حيث يميل أصحاب الحيازات الصغيرة إلى الانتقال إلى الأنشطة الاقتصادية الأخرى عندما ينخفض سعر المطاط.
قدمت البنية التحتية للبحث والتطوير التي طورها معهد أبحاث المطاط في ماليزيا ومجلس المطاط الماليزي مساهمات كبيرة وهي بمثابة البحث والتطوير الأكثر شمولًا الذي تم إعداده لسلعة واحدة. تنتج ماليزيا أيضًا مطاطًا متخصصًا مثل المطاط الطبيعي الإبوكسيدي (Ekoprena) والمطاط الطبيعي غير المبتكر (Pureprena) الذي يمكن استخدامه في الإطارات الصديق للبيئة والمنتجات الهندسية عالية الأداء للاستفادة من التخصيصات المتزايدة للمواد الطبيعية والمتجددة.
تشمل درجات المطاط التي توفرها ماليزيا:
- المطاط الماليزي القياسي (SNR)
- اللاتكس منخفض البروتين
- مطاط ENR وDPNR وTPENR